# Monte Sereno
Monte Sereno je město v okrese Santa Clara County ve státě Kalifornie ve Spojených státech amerických.
K roku 2010 zde žilo 3 341 obyvatel. S celkovou rozlohou 4,184 km² byla hustota zalidnění 800 obyvatel na km².